# Chiesa di Sant'Apollinare (Sassari)
La chiesa di Sant'Apollinare è un edificio religioso situato nel mezzo del centro storico di Sassari.

## Storia e descrizione
La chiesa si trova all'interno della cinta muraria della città, nell'antico nucleo storico nel rione Pozzo di Villa. La chiesa è nominata nel 1278 tra le cinque parrocchie della città..
Dell’impianto originario della chiesa sopravvive solo il portale gotico di matrice italiana, attualmente murato durante la successiva ricostruzione della metà del secolo XVII.
I lavori di ampliamento, infatti, ebbero corso dal primo decennio fino agli anni Cinquanta del Seicento, e comportarono una caratterizzazione in senso tardorinascimentale dell'intero edificio. La facciata fu costruita nel 1646, come attesta la data incisa nell'architrave del portale, mentre la copertura, quasi ultimata nel 1651, quando un incendio danneggiò parte delle strutture, fu conclusa nel 1652, durante la grande peste.
La nuova fabbrica incorporò parte della struttura precedente e fu ampliata in una misura tale che l'edificio fu quasi raddoppiato in larghezza. Le murature portanti preesistenti, in particolare la fiancata destra e parte della facciata della chiesa, furono inglobate nella nuova struttura.
Nel 1896, a seguito del cedimento delle mura laterali e al lesionamento della volta, la chiesa fu inagibile fino al 1898, quando iniziarono i lavori di demolizione della volta e del consolidamento delle strutture. In corso d'opera, in seguito a progressivi cedimenti delle strutture, si procedette a una quasi completa demolizione della struttura residua. Vennero risparmiati soltanto il campanile, la cappella absidale e la facciata. La nuova chiesa fu ricostruita in forme neogotiche.
L'impianto della chiesa seicentesca, improntato sullo schema delle chiese congregazionali della Controriforma, è costituita da un'aula mononavata voltata a botte, con tre cappelle per lato, un'abside quadrangolare con volta a botte e il campanile a canna quadrata alla base e superiormente ottagona, con aperture centinate e cupolino allungato a spicchi, sormontato dalla croce.
La facciata, la cui ornamentazione geometrizzante, in parte è stata ripresa dalla chiesa poco distante di Santa Caterina con l'aggiunta di elementi di stile plateresco. Riquadrata da due paraste angolari aggettanti con basamento modanato su alto plinto, è suddivisa in due ordini da una cornice modanata ornata da un fregio a ovoli e listelli. Il primo, liscio, presenta un semplice portale rettangolare con architrave su mensole. Quello superiore è scompartito in specchi da quattro lesene poggianti sulla cornice marcapiano, di cui le centrali sono decorate a cassettoni. Tra queste è una grande finestra cieca timpanata, con doppia cornice decorata con ornati di gusto classicista, ulteriormente affiancata da due più strette e basse lesene, ornate come le maggiori e sormontate da pinnacoli; in cima al timpano svetta una croce intagliata. Nello specchio, tra due colonne tortili, sono collocate due finestre cieche centinate.

## Interni
Gli arredi e le decorazioni interne, realizzate negli anni 1880, sono quasi esclusivamente opera dello scultore Giuseppe Sartorio. Nell’altare maggiore spiccava il grande retablo che includeva il crocifisso ligneo da sempre venerato in città e ritenuto miracoloso in quanto durante l’incendio del 1651 venne salvato in fiamme dalla completa distruzione. La sagrestia conserva infine alcune tele seicentesche e l’acquasantiera in pietra calcarea riferibile all’impianto duecentesco..